# Ретрофлексия
Ретрофлексия (англ. retroflection — обращение назад на себя) — один из защитных механизмов в гештальт-терапии. Вместо воздействия на окружающий мир и изменения обстоятельств, человек изменяет самого себя, совершает по отношению к себе действия, которые он хотел бы направить на другого.

## Возникновение и развитие ретрофлексии
Возникновение ретрофлексии связано с недостаточным вниманием к ребёнку, в результате чего у него формируется убеждение, что никто не может позаботиться о нём кроме него самого, и как следствие, меняется направленность эмоций: человек обращает их на себя. Происходит это в ситуациях, когда близкие люди ребёнка враждебны или равнодушны к нему. Его никто не утешает, он лишён ласки и заботы. Он учится сам себя поддерживать и никого об этом не просит больше. В более взрослом возрасте он готовит себе с любовью, покупает себе одежду, машины, тщательно подбирает себе окружение. Но интроективное убеждение, что никто не может о нём позаботиться, мешает осознать, что это не так. Со временем этот механизм переходит от самокоррекции к сковыванию, сосредоточении всей энергии человека на самом себе. В результате он совершает действия, которые планировал осуществить по отношению к другим людям, по отношению к себе.
Очень подробно этот механизм описал Ф. Перлз. Личность человека, для которого характерна ретрофлексия, разделяется на две составляющие: одна воздействует на другую. В нормальном функционировании психики сдерживание деструктивных импульсов — нормальное явление. При ретрофлексии происходит их обращение на самого себя. Для этого вида психологической защиты характерно применение индивидом местоимения «я», когда имеются в виду «они» и наоборот, а также использование возвратного местоимения «себе» или «себя». Личность как бы состоит не из «Эго» и «Суперэго», а из «я» и «не-я» (себя и образа себя). Человек при этом оказывается неспособным отличить одно от другого. В поведении человека, для которого характерен этот механизм, появляются навязчивые действия, вредные привычки (бить себя, грызть ногти).
То есть, человек может разделять себя на наблюдателя и наблюдаемого, на созидателя и его дело. Проявляться это может в том, что человек начинает разговаривать сам с собой, в нездоровом чувстве юмора — он как бы смотрит на себя со стороны и понимает всю нелепость своего поведения. Следствием является постоянное чувство стыда или смущения. Расщепление, вызываемое ретрофлексией, провоцирует стресс, потому что вся энергия остаётся внутри и не получает выхода.
Система «должен» якобы знает лучше, что нужно индивиду, но по факту причиняет страдания и сковывает. При этом осуждение себя причиняет боль человеку на протяжении всей его жизни.
Ретрофлексия становится патологической, когда становится хронической. В этом случае она приводит к постоянному подавлению внутренних импульсов. Этот вид защиты может стать причиной многих соматизаций. Патологической, или особенностью характера она становится когда ступор между противоположными стремлениями человека является постоянным. При этом происходит отказ от действия вместо естественной задержки поведения. Потеря равновесия между спонтанным поведением и самоконтролем расщепляет личность человека на части.

## Вмешательство
Движения к росту происходят в виде перераспределения энергии, вскрытии процесса внутренней борьбы, перевод её с неосознаваемого уровня на осознанный. Освобождаясь, внутренняя энергия направляется на внешний мир, при этом должен быть сформирован набор подходящих эффективных действий для замены старых моделей поведения. Процесс становится более эффективным при работе с дыханием, познанием себя и когнитивных ключей, интроекций, мешающих свободному проявлению эмоций. Нужно дать понимание, что сдерживание необходимо в тех вопросах, которые слишком сложны, чтобы решать их спонтанно (выбор профессии, выбор мужа или жены, решения сложной математической задачи). Торможение будет излишним при принятии решения - на какой фильм пойти или чем заняться текущим вечером.
Существует два уровня сопротивления изменениям. Человек или переносит на себя то, в чём он нуждается или вообще не обращает внимания на свои потребности. Он сам для себя недоступен, не может быть добр к себе.

## Трансформация
Для освобождения от ретрофлексии, человеку придётся осознать свои позы, жесты, мимику. Если он осознаёт, что происходит в его внутреннем мире, его энергия готова преобразоваться в реальное действие, фантазию. Для лучшего осознания, при работе с терапевтом, требуется особое обращение внимания на жесты и внутренние переживания человека.

## Проявления
1. Задержка дыхания.
2. «Проглатывание» чувств.
3. Мускульные проявления, такие как сжатие кулаков, закусывание губ или, например, ситуации, когда человек задыхается.
4. Изменение тона и цвета кожи в местах, где возникают блоки.
5. Положение тела.
6. Жалобы на психосоматические болезни и/или депрессию.
7. Навязчивые действия, вредные привычки (бить себя, грызть ногти).

## Примеры проявления ретрофлексии

### В культуре
- Ярким примером проявления этого механизма защиты является персонаж рассказа Эдгара По «Вильям Вильсон». Персонаж пытается скрыться от преследователя, который является частью его самого. Образ недремлющего «Ока Божия» так же хорошо отражает суть феномена. Оно якобы всегда в курсе наших намерений и помыслов. Это по сути образ «Супер-Эго», которое сходно с родительским, но является более беспощадным, чем родительское.[2]

### Клинические примеры
Гештальт-терапевты Ирвин и Мириам Польстер приводят следующие примеры ретрофлексии:
- Мужчина, лет 30, который переболел в детстве энцефалитом и получил осложнения, которые вызвали задержку умственного развития. В результате он не мог долго поддерживать беседу с людьми, так как терял нить разговора. При этом он испытывал ярость, говорил себе, что глупеет, ругал себя за это, уединялся и, раскачиваясь, щипал себя до боли.[2]
- Мужчина, описывающий грустное событие из своей жизни женщине, замечает, что она глубоко вжимается в кресло, обнимая себя руками. Он чувствует, что с каждым следующим словом она отдаляется. Но на самом деле она испытывала потребность в поддержке и желание поддержать, вместо того, чтобы обнять его, она сжимала себя. Её желание проявить сочувствие вызвало противоположную мускульную реакцию — удержать импульс под контролем. Вся энергия направилась на подавление импульса, которого она боялась.
- Иногда могут сдерживаться агрессивные побуждения — желания оскорбить, ударить, вызвать враждебность. Желание подавить злость в этом случае будет выражаться в напряжённой застывшей позе, неподвижности челюсти.[2]